# آلفا رومئو ۱۱۵
آلفا رومئو ۱۱۵ (به انگلیسی: Alfa Romeo 115) یک موتور هواگرد ساختِ کارخانهٔ آلفا رومئو در کشور ایتالیا است.